# Скрябинское сельское поселение (Брянская область)
Скря́бинское сельское поселение — упразднённое муниципальное образование в северо-восточной части Выгоничского района Брянской области. Центр — деревня Скрябино.
Образовано в результате проведения муниципальной реформы в 2005 году, путём преобразования дореформенного Скрябинского сельсовета.
Упразднено законом Брянской области от 8 мая 2019 года в пользу Кокинского сельского поселения.

## Население
| 2010  | 2011  | 2012  | 2013  | 2014  | 2015  | 2016  |
| ----- | ----- | ----- | ----- | ----- | ----- | ----- |
| 1135  | →1135 | ↗1142 | ↗1164 | ↘1155 | ↘1150 | ↗1161 |
| 2017  | 2018  | 2019  |       |       |       |       |
| ↗1180 | ↘1173 | ↘1172 |       |       |       |       |

## Населённые пункты
- деревня Скрябино
- село Выгоничи
- село Палужье